# Hunter (roman)
Hunter este un roman redactat în 1989 de către fondatorul organizației supremațiste National Alliance, William Luther Pierce, și publicat sub pseudonimul Andrew Macdonald. Sub același pseudonim a fost lansată și prima sa lucrare - Caietele lui Turner - în 1978. Cartea Hunter este considerată un prequel al primei lucrări în care grupul paramilitar intitulat „Organizația” deturnează guvernul Statelor Unite și pornește un război rasial.
Protagonistul lucrării Hunter, Oscar Yeager (anglicizarea lui Jäger, în germană vânător), este un veteran al războiului din Vietnam și funcționar al Departamentului Apărării al Statelor Unite ale Americii care își propune să asasineze cupluri interrasiale⁠(d) și figuri publice care militează pentru drepturile civile în zona D.C. Crimele lui Yeager devin puternic mediatizate, iar acesta este implicat fără voia sa în planurile unui grup asociat naționalismului alb și în planul unui agent FBI care profită de pe urma haosului creat de aceste crime.
La fel ca în Caietele lui Turner, Hunter prezintă Statele Unite ca fiind un mediu puternic influențat de liberalism și controlat de evrei. Modul în care sunt descriși evreii, afro-americanii, latinoamericanii și asiaticii de către protagonist reflectă ideologia lui Pierce și a organizației sale. Spre deosebire de prima sa lucrare, ideologia din spatele Hunter este expusă în mod direct. La începutul romanului, Yeager este un rasist care nu se asociază cu o anumită ideologie și care consideră antisemitismul o exagerare. Pe parcursul lucrării, acesta își dezvoltă ideologia și convingerile prin contactul cu persoanele pe care le întâlnește. O mare parte din dialogul poveștii constă din discuții și dezbateri privitoare la „problema evreiască⁠(d)”.

## Justificare
Spre deosebire de Caietele lui Turner, Pierce a decis să redacteze „un roman mai realist, Hunter, care în locul unui grup organizat să prezinte ce poate realiza un individ excepțional. Hunter reprezintă un adevărat proces educațional”. Pierce a dedicat lucrarea lui Joseph Paul Franklin despre care spunea că „era conștient de datoria sa de alb”. Franklin era un ucigaș în serie⁠(d) și supremațist care a ucis între 7 și 21 de persoane cu ajutorul unei puști cu lunetă.